# 恶魔医生
《恶魔医生》（西班牙語：Miss Muerte）是一部1966年的法國-西班牙恐怖電影，由傑斯·佛朗哥執導。影片由玛贝尔·卡尔飾演伊爾瑪·齊默尔，她是一名外科醫生，創造了一台可以將人變成殭屍般奴隸的機器。几年前，她的父亲齊默尔教授（奧爾洛夫医生的弟子）因为四名同事极力反对他的人体实验计划而被气死。齊默爾女士用這台機器控制了一位名叫死亡小姐（艾斯黛拉·布蘭飾）的色情舞者，用長長的有毒指甲謀殺了她認為對父親的死負有責任的人。

## 剧情
齊默尔医生是一位癱瘓在輪椅上的老人，他將一生奉獻給了科學。作为杰出的神经学专家，他长期研究了运动神经中枢，延续了前辈奧爾洛夫医生的研究。根据奧爾洛夫医生的说法，善恶的起源纯粹是生理学上的，这一理论齐默尔医生实践了下来，他发现了这些神经中枢的位置，从而成功地控制了人体身上决定善恶的细胞。他的实验在动物实验中遭到同行的批评，但事实证明是成功的，他成功地将温顺的个体转变为攻击性的个体，反过来也是可行的。然而，齐默尔医生在女儿伊尔玛和忠实助手芭芭拉的支持下，希望在人脑上实验并证实他的理论……
一名虐待狂杀手汉斯·贝尔根越狱出逃，藏匿在齐默尔医生的别墅里。这名逃犯正好成为了医生的试验对象，他将一根针插入贝尔根的大脑，改变了他所作所为的善恶概念。经过这种极端治疗后，贝尔根变成了一种温顺且易受摆布的机器人，完全听从科学家的指挥。贝尔根不再是个虐待狂，重新塑造了对善恶的观念。在一次重要的神经学大会上，他在众多科学家面前展示了自己的成果，却被他们当做疯子取笑，所有人对他的理论和实验感到愤怒。他要求他们允许他继续实验，但他们的反应让他感到侮辱和震惊，齐默尔医生最终死于心脏病发作。
愤怒之下，他的女儿伊尔玛决定继续她父亲的事业，同时也决定消灭那些反对父亲并导致他死亡的科学家。她的复仇工具名为纳迪娅，又名“死亡小姐”，是一名歌舞表演者，伊尔玛控制了她，将她变成了一名杀手，她用锋利且有毒的长指甲来勾引并杀害这些科学家……